# 16912 Rhiannon
16912 Rhiannon este o planetă minoră (asteroid) din Asteroid Amor. A fost descoperită pe 2 martie 1998 la observatoire de la Côte d'Azur⁠(d) de OCA-DLR Asteroid Survey⁠(d) și a fost numită după Rhiannon⁠(d). 
Obiectul prezintă o orbită caracterizată de o semiaxă mare de 1,7511242 UAi, o excentricitate de 0,2726, o înclinație de 24,52088 ° în raport cu ecliptica.